# Orthonematoidea
Orthonematoidea zijn een uitgestorven superfamilie van weekdieren uit de klasse van de Gastropoda (slakken).

## Taxonomie
De volgende families zijn bij de superfamilie ingedeeld:
- † Goniasmatidae Nützel & Bandel, 2000
- † Orthonematidae Nützel & Bandel, 2000